# U9-Spange (U-Bahn München)

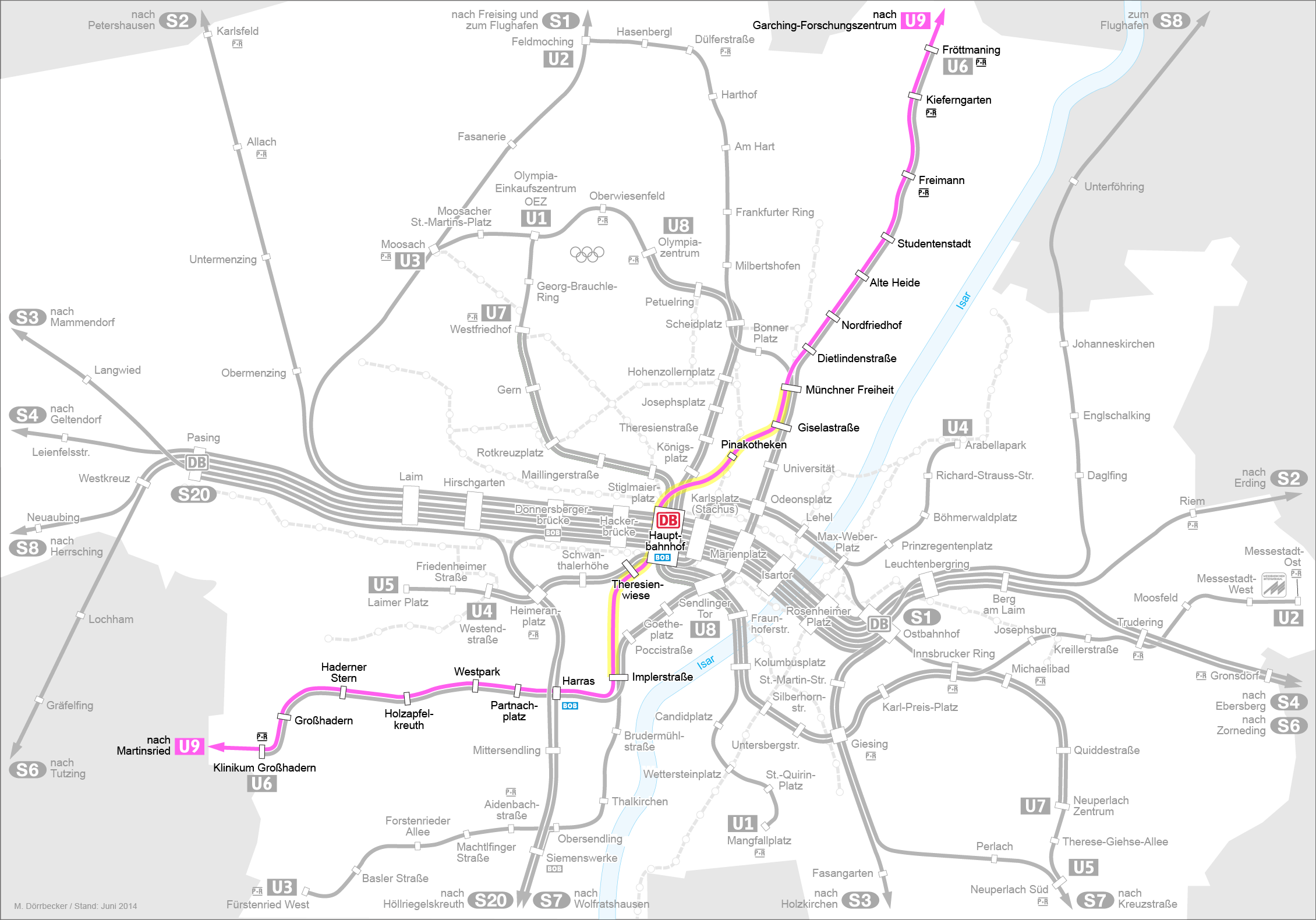
Möglicher Verlauf der U9. Die Neubaustrecke ist gelb unterlegt.

Die U9-Spange der Münchner U-Bahn ist ein geplanter Streckenabschnitt im U-Bahn-Netz der bayerischen Landeshauptstadt München. Sie wird in Nord-Süd-Richtung verlaufen und soll vor allem der Entlastung der Stammstrecke 1 dienen. Sie soll am U-Bahnhof Dietlindenstraße von der Stammstrecke 1 abzweigen und weiter über die Münchner Freiheit, den Elisabethplatz, die Pinakotheken, den Hauptbahnhof und den Esperantoplatz (2. Wiesn-Bahnhof) zur Impler- bzw. Poccistraße führen, wo sie wieder in die Stammstrecke 1 einmünden soll. Darüber hinaus soll eine Verbindung zwischen der neuen Trasse und der Stammstrecke 2 der Münchner U-Bahn südlich der Station Theresienstraße realisiert werden.

## Hintergrund
Nachdem bereits von 2007 bis 2010 die Anzahl der Fahrgäste der Münchner U-Bahn um 12,5 Prozent gestiegen ist, rechnet die Münchner Verkehrsgesellschaft (MVG) mit einem weiter andauernden Anstieg der Fahrgastzahlen, zumal für München und die Region steigende Einwohnerzahlen prognostiziert werden. Diese Entwicklung kann mit einer maximalen Taktverdichtung nicht ausreichend kompensiert werden. Insbesondere die Umsteigebahnhöfe Sendlinger Tor und Odeonsplatz an der Stammstrecke 1, die sich nur beschränkt ausbauen lassen, sind von einer Überlastung bedroht. Durch die U9 sollen Umsteigebahnhöfe in Münchens Zentrum entlastet und mehr Kapazitäten im Nord-Süd-Verkehr geschaffen werden. Hierdurch sollen dichtere Takte auf den Außenästen, neue Direktverbindungen zum Hauptbahnhof, flexiblere Möglichkeiten, auf Betriebsstörungen zu reagieren, sowie eine Entlastung des U-Bahnhofs Theresienwiese während des Oktoberfests erreicht werden. Weiterhin wird die Realisierung der U9-Spange als Voraussetzung für weitere Netzerweiterungen gesehen.

## Geschichte
Die Idee einer U-Bahn-Strecke zwischen den Stationen Implerstraße und Münchner Freiheit über den Hauptbahnhof und die Pinakotheken wurde erstmals im Jahr 2010 vom Münchner Stadtrat zur Untersuchung freigegeben. Erste konkrete Pläne zur U9 wurden 2014 bekannt gegeben. Diese sahen vor, dass die neue Strecke an der Station Giselastraße von der Stammstrecke 1 abzweigt. Von dort sollte die Linie über eine Station an den Pinakotheken, einen neuen Bahnhof am Hauptbahnhof sowie den bestehenden Bahnhof Theresienwiese der Linien U4 und U5 verlaufen und am Bahnhof Implerstraße wieder in die Stammstrecke 1 einfädeln. Die Verbindung zwischen der U9 und der U2-Station Theresienstraße wurde als optional eingeplant. Als bauliche Maßnahmen wurden der viergleisige Ausbau der Stationen Giselastraße, Theresienwiese und Implerstraße sowie der Strecke zwischen der Giselastraße und der Münchner Freiheit eingeplant. 2017 ging die Stadtkämmerei auf Basis erster Machbarkeitsstudien von Baukosten zwischen 2,5 und 3,5 Mrd. € aus. Im Januar 2018 beschloss die Vollversammlung des Münchner Stadtrats, die U9-Spange im Nahverkehrsplan der Landeshauptstadt München in die Kategorie „Planung / im Bau“ aufzunehmen. Im Oktober 2019 wurden Planungskosten für die Vorplanung dieses Projekts in Höhe von 100 Millionen Euro netto bewilligt. Die Ergebnisse der Vorplanung für die gesamte Spange sollen 2024/25 vorliegen; eine Inbetriebnahme könnte um 2040 möglich sein. Mit Stand Oktober 2022 wird eine Erhöhung der Gesamtkosten auf vier Milliarden Euro genannt und eine Realisierung des Projektes ist deshalb in Frage gestellt.

## Streckenverlauf
| Spurweite: | 1435 mm (Normalspur) |                                                     |                                                     |
| |                      |                                                     |                                                     |
| \| \| \| von Garching/Fröttmaning \| \| \| \| \| Dietlindenstraße \| \| \| \| \| \| \| \| \| \| Stammstrecke 1 von Scheidplatz/Moosach \| \| \| \| \| Münchner Freiheit \| \| \| \| \| Stammstrecke 1 nach Marienplatz \| \| \| \| \| Elisabethplatz \| \| \| \| \| Pinakotheken \| \| \| \| \| Stammstrecke 2 von Scheidplatz/Feldmoching \| \| \| \| \| Theresienstraße \| \| \| \| \| \| \| \| \| \| Stammstrecke 2 (U2) \| \| \| \| \| Stammstrecke 2 (U1) \| \| \| \| \| Erste S-Bahn-Stammstrecke \| \| \| \| \| Zweite S-Bahn-Stammstrecke \| \| \| \| \| Hauptbahnhof Stammstrecke 3 \| \| \| \| \| Esperantoplatz \| \| \| \| \| Stammstrecke 1 von Marienplatz \| \| \| \| \| Poccistraße \| \| \| \| \| von der Betriebsanlage Theresienwiese \| \| \| \| \| Implerstraße (neu) \| \| \| \| \| Implerstraße \| \| \| \| \| Stammstrecke 1 nach Fürstenried West \| \| \| \| \| Stammstrecke 1 nach Klinikum Großhadern/Martinsried \| \| |                      |                                                     |                                                     |
| U-Bahn-Strecke |                      | von Garching/Fröttmaning                            | von Garching/Fröttmaning                            |
| U-Bahn-Bahnhof |                      | Dietlindenstraße                                    | Dietlindenstraße                                    |
| U-Bahn-Abzweig ehemals geradeaus und nach links · U-Bahn-Strecke von rechts |                      |                                                     |                                                     |
| U-Bahn-Strecke quer · U-Bahn-Kreuzung geradeaus unten (Strecke geradeaus außer Betrieb) · U-Bahn-Abzweig geradeaus und von rechts |                      | Stammstrecke 1 von Scheidplatz/Moosach              | Stammstrecke 1 von Scheidplatz/Moosach              |
| U-Bahn-Bahnhof (Strecke außer Betrieb) · U-Bahn-Bahnhof |                      | Münchner Freiheit                                   | Münchner Freiheit                                   |
| U-Bahn-Strecke (außer Betrieb) · U-Bahn-Strecke nach links |                      | Stammstrecke 1 nach Marienplatz                     | Stammstrecke 1 nach Marienplatz                     |
| U-Bahn-Bahnhof (Strecke außer Betrieb) |                      | Elisabethplatz                                      | Elisabethplatz                                      |
| U-Bahn-Bahnhof (Strecke außer Betrieb) |                      | Pinakotheken                                        | Pinakotheken                                        |
| U-Bahn-Strecke von rechts · U-Bahn-Strecke (außer Betrieb) |                      | Stammstrecke 2 von Scheidplatz/Feldmoching          | Stammstrecke 2 von Scheidplatz/Feldmoching          |
| U-Bahn-Bahnhof · U-Bahn-Strecke (außer Betrieb) |                      | Theresienstraße                                     | Theresienstraße                                     |
| U-Bahn-Abzweig geradeaus und ehemals nach links · U-Bahn-Abzweig geradeaus und von rechts (Strecke außer Betrieb) |                      |                                                     |                                                     |
| U-Bahn-Strecke nach links · U-Bahn-Kreuzung geradeaus unten (Strecke geradeaus außer Betrieb) · U-Bahn-Strecke quer |                      | Stammstrecke 2 (U2)                                 | Stammstrecke 2 (U2)                                 |
| U-Bahn-Strecke quer · U-Bahn-Kreuzung geradeaus unten (Strecke geradeaus außer Betrieb) · U-Bahn-Strecke quer |                      | Stammstrecke 2 (U1)                                 | Stammstrecke 2 (U1)                                 |
| Strecke quer · U-Bahn-Kreuzung mit Eisenbahn geradeaus unten (Strecke geradeaus außer Betrieb) · Bahnhof quer |                      | Erste S-Bahn-Stammstrecke                           | Erste S-Bahn-Stammstrecke                           |
| Strecke quer (außer Betrieb) · U-Bahn-Kreuzung mit Eisenbahn geradeaus oben (Strecken außer Betrieb) · Bahnhof quer (Strecke außer Betrieb) |                      | Zweite S-Bahn-Stammstrecke                          | Zweite S-Bahn-Stammstrecke                          |
| U-Bahn-Strecke quer · ehemaliger U-Bahn-Turmbahnhof geradeaus unten (Strecke geradeaus außer Betrieb) · U-Bahn-Strecke quer |                      | Hauptbahnhof Stammstrecke 3                         | Hauptbahnhof Stammstrecke 3                         |
| U-Bahn-Bahnhof (Strecke außer Betrieb) |                      | Esperantoplatz                                      | Esperantoplatz                                      |
| U-Bahn-Strecke von links · U-Bahn-Kreuzung geradeaus unten (Strecke geradeaus außer Betrieb) · U-Bahn-Abzweig quer und ehemals von links |                      | Stammstrecke 1 von Marienplatz                      | Stammstrecke 1 von Marienplatz                      |
| U-Bahn-Bahnhof · U-Bahn-Abzweig geradeaus und von links (Strecke außer Betrieb) · U-Bahn-Strecke nach rechts (außer Betrieb) |                      | Poccistraße                                         | Poccistraße                                         |
| U-Bahn-Abzweig geradeaus und von rechts · U-Bahn-Strecke (außer Betrieb) |                      | von der Betriebsanlage Theresienwiese               | von der Betriebsanlage Theresienwiese               |
| U-Bahn-Strecke · U-Bahn-Bahnhof (Strecke außer Betrieb) |                      | Implerstraße (neu)                                  | Implerstraße (neu)                                  |
| U-Bahn-Bahnhof · U-Bahn-Abzweig geradeaus und nach links (Strecke außer Betrieb) · U-Bahn-Strecke von rechts (außer Betrieb) |                      | Implerstraße                                        | Implerstraße                                        |
| U-Bahn-Abzweig geradeaus und nach links · U-Bahn-Kreuzung geradeaus unten (Strecke geradeaus außer Betrieb) · U-Bahn-Abzweig quer und ehemals nach links |                      | Stammstrecke 1 nach Fürstenried West                | Stammstrecke 1 nach Fürstenried West                |
| U-Bahn-Abzweig ehemals quer und nach rechts · U-Bahn-Strecke nach rechts (außer Betrieb) |                      | Stammstrecke 1 nach Klinikum Großhadern/Martinsried | Stammstrecke 1 nach Klinikum Großhadern/Martinsried |

Zukünftige U-Bahn-Linien nach Planungsstand von März 2018

Nach weiteren Untersuchungen präsentierte die Münchner Stadtverwaltung Anfang 2018 die bevorzugte Streckenvariante. Aus bautechnischen Gründen soll die Strecke nun am Bahnhof Dietlindenstraße in südlicher Richtung abzweigen. Die Münchner Freiheit wird über einen neuen, eigenen Bahnhof bedient. Die folgende Station Elisabethplatz taucht in älteren Planungen nicht auf, hier wäre ein Umstieg auf die ebenfalls in Planung befindliche Nordtangente der Straßenbahn möglich. Über die Station Pinakotheken, die westlich der gleichnamigen Straßenbahnstation, nämlich unter der Arcisstraße, liegen soll, führt die U9 zum Hauptbahnhof, der ebenfalls mit einer eigenen Station angebunden werden soll. Am Hauptbahnhof erfordert das Projekt eine Anpassung der Bauarbeiten zur 2. S-Bahn-Stammstrecke.
Südlich des Hauptbahnhofes soll die U9 einen Bahnhof unter dem Esperantoplatz bedienen, der während des Oktoberfests die Station Theresienwiese an den Linien U4 und U5 entlasten soll. Das Aufeinandertreffen der U9 mit der alten vom Marienplatz kommenden Strecke soll an einem komplett neuen Bahnhof entstehen, der östlich der Station Implerstraße liegen und diese sowie die Nachbarstation Poccistraße ersetzen soll. Südlich davon trennen sich die Strecken wieder und werden in die bestehenden Südäste von U3 und U6 eingefädelt.
Zusätzlich zu dieser Hauptstrecke gibt es die Option, eine Verbindungsstrecke zur Stammstrecke 2 der Münchner U-Bahn zu bauen. Diese soll von der neuen Strecke nördlich vom Hauptbahnhof abzweigen und am Bahnhof Theresienstraße in den Nordast der U2 einmünden.

## Bauvorleistungen
2019 wurde bekannt, dass im Zuge des Umbaus des Münchner Hauptbahnhofs im Zusammenhang mit dem Bau der 2. S-Bahn-Stammstrecke ein Vorhaltebauwerk für einen Bahnhof der U9-Spange errichtet werden soll. Der Münchner Stadtrat stimmte im Oktober 2019 dem Bau der Vorhaltemaßnahme für einen Bahnhof der U9 am Hauptbahnhof für 393 Millionen Euro netto zu. Im Oktober 2022 wurden als Kosten für diese Maßnahme „mehr als 560 Millionen Euro“ genannt, ohne dass es bisher eine Finanzierungszusage des Bundes gebe, und ein Stadtratsbeschluss für eine tatsächliche Realisierung war bis zu diesem Zeitpunkt auch nicht erfolgt. Die Errichtung des Vorhaltebauwerks zu den erhöhten Kosten wurde vom Münchner Stadtrat am 30. November 2022 beschlossen.

## Betrieb

### U9
Für die Nutzung der neuen Trasse ist eine neue U-Bahn-Linie (Arbeitstitel U9) vorgesehen, die nördlich und südlich davon die Äste der derzeitigen U6 befährt. Die Linie ersetzt damit die U6 und verkehrt zwischen den Endhaltestellen Garching-Forschungszentrum im Norden und dem (gegenwärtig im Bau befindlichen) Bahnhof Martinsried.

### Verstärkerlinien
Nach derzeitiger Planung wird die Verbindungsstrecke zwischen Hauptbahnhof (U9) und Theresienstraße realisiert, wo eine weitere Verstärkerlinie den Nordast der U2 mit einem Südast der Stammstrecke 1 verbinden könnte (Arbeitstitel U29):
U2 Nord – Scheidplatz – Theresienstraße – Hauptbahnhof – Esperantoplatz – Implerstraße – U6 Süd
Bei Fußball-Großereignissen soll eine Direktverbindung vom Hauptbahnhof nach Fröttmaning bedient werden.
Nicht mehr geplant sind folgende Verstärkerlinien:
Durch die Entlastung des zentralen Abschnittes der ersten Stammstrecke hätte dort eine Verstärkerlinie verkehren können, die den Nordast der U2 direkt mit dem Marienplatz verbunden hätte (Arbeitstitel U10). Stattdessen soll eine Taktverdichtung auf 2 Minuten auf der U3 durchgeführt werden.
U2 Nord – Scheidplatz – Münchner Freiheit – Marienplatz – Implerstraße – U6 Süd
In diesem Fall wäre der zentrale Abschnitt der Stammstrecke 2 entlastet worden, sodass dort eine Linie verkehren hätte können, deren Verlauf der heutigen U7 geähnelt hätte (Arbeitstitel U11):
U1 Nord – Hauptbahnhof – Kolumbusplatz – Innsbrucker Ring – Richtung Neuperlach Süd oder Messestadt Ost

## Bewertung
Die MVG wirbt für das Projekt insbesondere mit dessen Entlastungscharakter: Auf den beiden Stammstrecken würde weitere Kapazität im Nord-Süd-Verkehr zur Verfügung stehen, insbesondere die Stammstrecke 1 zwischen Münchner Freiheit und Implerstraße würde als am höchsten frequentierter Streckenabschnitt im U-Bahn-Netz entlastet werden. In diesem Streckenabschnitt der U9-Spange gäbe es weiterhin auch weniger Haltestellen, was die Fahrtzeiten im Vergleich zur Stammstrecke verkürzen würde. Darüber hinaus wären die bisherigen Umsteigebahnhöfe im Münchner Zentrum weniger überlaufen. Mithin wird die U9-Spange öfters als Bypass bezeichnet.
Ein weiterer wichtiger Punkt wird in der Kapazitätserhöhung bei Großveranstaltungen gesehen. Dies betrifft vor allem Fußballspiele in der Allianz Arena, aber auch ein zweiter Wiesn-Bahnhof würde den Bahnhof Theresienwiese entlasten. In die umgekehrte Richtung entstünden weitere Möglichkeiten, Besucherströme zum Hauptbahnhof zu leiten. Auch die Verbindung zum Hochschul- und Forschungszentrum Garching ist von hoher Relevanz.
Kritisch werden derzeit insbesondere Aspekte der Finanzierung und Planung gesehen. Neben den bisweilen als zu hoch angesehenen, gestiegenen Baukosten steht auch die noch nicht abgeschlossene Klärung der Verantwortlichkeiten in der Kritik: Eine Förderung durch Bund und Freistaat stand Anfang Dezember 2022 noch nicht fest; dennoch beschloss der Münchner Stadtrat die Errichtung eines Vorhaltebauwerks unter dem Münchner Hauptbahnhof. Sollte es schlussendlich keine Förderung geben und eine Finanzierung der U9-Spange durch die Stadt München unmöglich werden, wäre der Vorhaltebau umsonst gebaut worden. Zudem wird bemängelt, dass die beschriebenen Linderungseffekte auch im Hinblick auf die angestrebte Verkehrswende wegen der langen Bauzeiten erst zu spät einträten. Rascher umsetzbare Projekte könnten hier kurzfristig Abhilfe schaffen.